# Elva Margariti

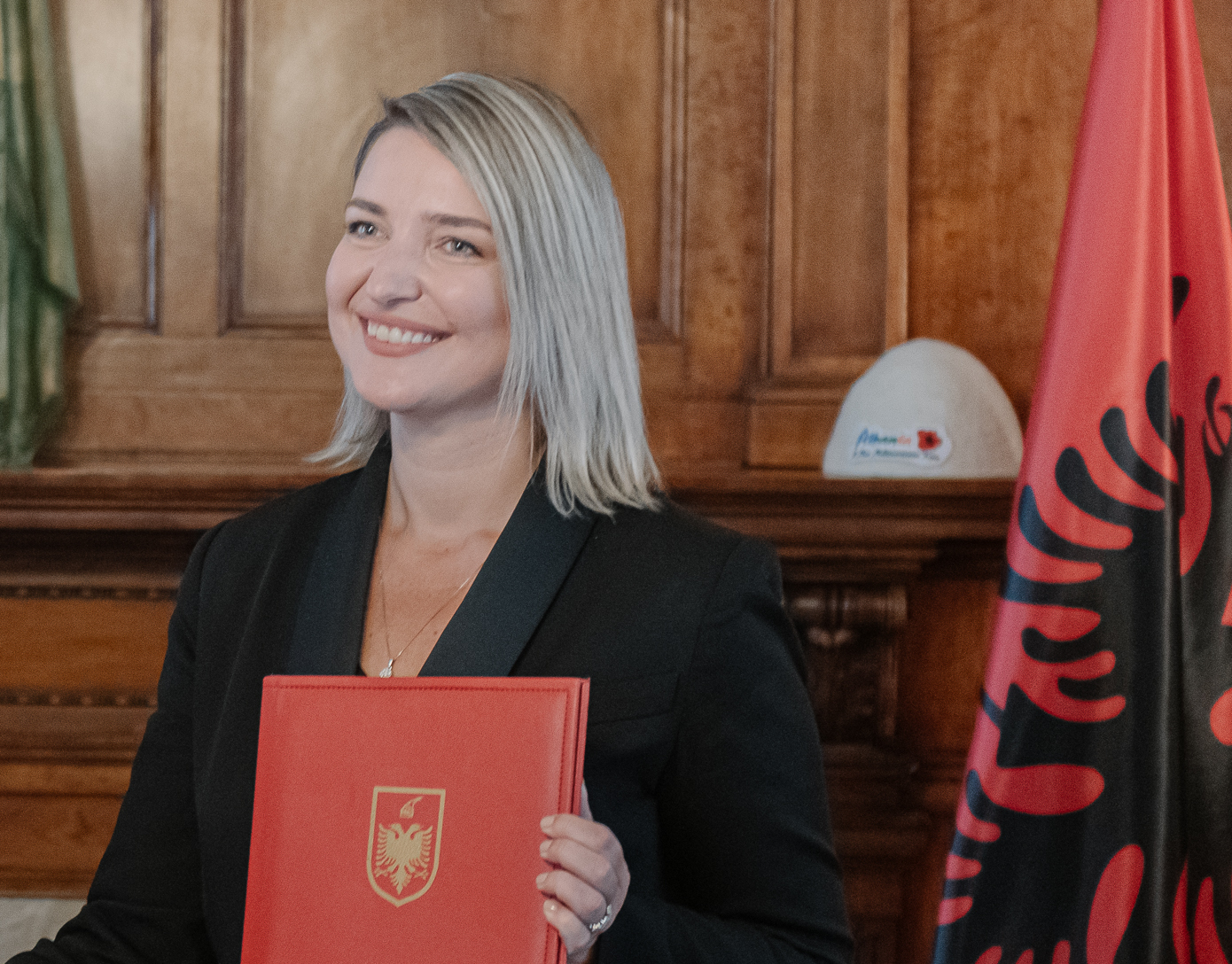
Elva Margariti (2021)

Elva Margariti (* 14. Juni 1980 in Tirana) ist eine albanische Politikerin (PS). Von 2019 bis 2024 war sie in den Kabinetten Rama II und Rama III albanische Kulturministerin.

## Leben und Wirken
Margariti studierte Architektur an der Universität Florenz. Nach Forschungsaufenthalten an der Universität Tampere (2004 bis 2005) und an der Tongji-Universität (2006) schloss sie 2008 ihre Studien ab. Anschließend arbeitete sie als freie Architektin und Stadtplanerin in Florenz. Ab 2009 war sie bei verschiedenen Beleuchtungs- und Revitalisierungsprojekten in Florenz engagiert.
Ab 2015 war sie didaktische Koordinatorin für die Studiengänge Architektur und Bau- und Umweltingenieurwesen an der Katholischen Universität „Maria, Mutter vom Guten Rat“ in Tirana. Im Juni 2018 wurde sie vom albanischen Ministerpräsidenten mit dem Entwicklungsprogramm für den ländlichen Raum „100 Dörfer“ betraut.
Aus dieser Funktion heraus wurde sie von Edi Rama im Januar 2019 als Nachfolgerin der infolge von Studentenprotesteten entlassenen Mirela Kumbaro zur albanischen Kulturministerin ernannt. Auch im Kabinett Rama III ab 2021 verblieb Margariti als Kulturministerin. In dieser Amtszeit gelang es ihr unter anderem, dass die albanische Volkstracht Xhubleta von der UNESCO in die Repräsentative Liste des Immateriellen Kulturerbes der Menschheit aufgenommen wurde. Infolge von Umstrukturierungsmaßnahmen wurde das Kulturministerium im Januar 2024 aufgelöst und Margariti aus dem Kabinett entlassen.
Margariti war bis im Januar 2021, als ihr Ehemann im Alter von 49 Jahren verstarb, verheiratet und ist Mutter einer Tochter.